# Mellitto
Mellitto is een plaats (frazione) in de Italiaanse gemeente Grumo Appula.